# Te Koko-o-Kupe / Cloudy Bay

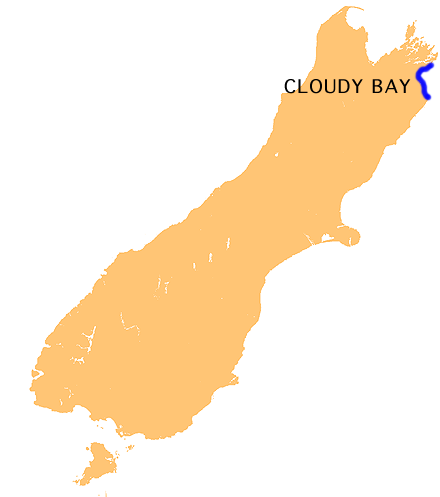
Lage der Te Koko-o-Kupe / Cloudy Bay

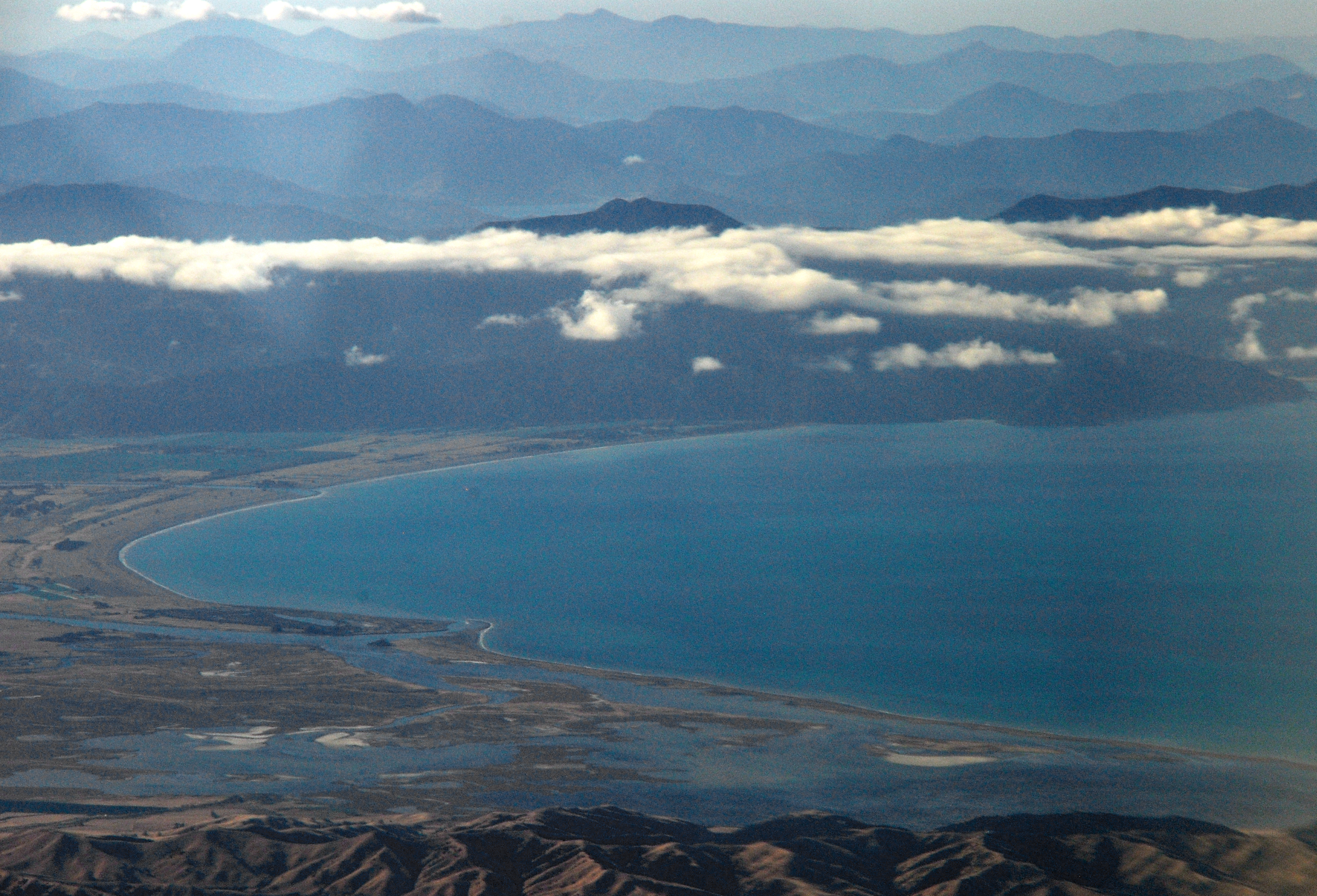
Blick auf die Te Koko-o-Kupe / Cloudy Bay

Die Te Koko-o-Kupe / Cloudy Bay („Wolkige Bucht“) ist eine Bucht im Marlborough District im Nordosten der neuseeländischen Südinsel, und zugleich mit dem englischsprachigen Teil des Namens der Name eines Weißweines.

## Geografischer Begriff
Die Bucht liegt an der Cook-Straße, der Meeresstraße zwischen der Nordinsel und der Südinsel von Neuseeland und erstreckt sich über eine Länge von etwa 30 Kilometern zwischen den südlichen Ausläufern der Marlborough Sounds und White Bluff.
Über die gesamte Länge der Bucht verläuft das Delta des Wairau River, welcher an zwei Stellen direkt das Meer erreicht.
Die Unterläufe des Wairau River und des kleineren Ōpaoa River verlaufen durch ein vielseitig genutztes Farmgebiet. Aufgrund des mediterranen Klimas kann in diesem Gebiet sehr gut Wein angebaut werden. Die Region von Marlborough ist heutzutage international bekannt für ihren Weinbau. In dieser Gegend wurde jedoch bis vor etwa 30 Jahren noch kein Wein angebaut – die Weinbepflanzungen sind das Ergebnis systematischer Analysen, Erkundungen und labortechnischer Explorationen, wo im australisch-neuseeländischen Raum infolge der klimatischen Eigenschaften und der Bodenverhältnisse sehr gute Voraussetzungen für den Weinbau vorlägen.

## Wein
Trotz der erst seit 1995 erfolgten Vermarktung haben die Weine aus der Region der Orte Picton und Blenheim, insbesondere die sortenrein ausgebauten Weißweine der Rebsorte Sauvignon Blanc, internationale Bekanntheit erlangt.
Der gleichnamige Wein „Cloudy Bay“ wird von Kritikern als bester Sauvignon Blanc der Welt bezeichnet. Mittlerweile hat sich die französische Unternehmensgruppe LVMH mit der Champagnermarke Veuve Clicquot Ponsardin einen Minderheits-Anteil am Weingut „Cloudy Bay“ gesichert.
Nicht nur Sauvignon blanc, auch Chardonnay gedeiht in diesem Mittelmeer-ähnlichen Klima an den Ufern des Flusses Wairau sehr gut.